# Авено (Леко)
Авено је насеље у Италији у округу Леко, региону Ломбардија.
Према процени из 2011. у насељу је живело 67 становника. Насеље се налази на надморској висини од 760 м.